# William V. Sullivan

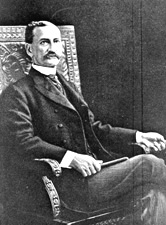
William V. Sullivan (cirka 1900).

William Van Amberg Sullivan, född 18 december 1857 i Montgomery County, Mississippi, död 21 mars 1918 i Oxford, Mississippi, var en amerikansk advokat och politiker (demokrat). Han representerade delstaten Mississippi i båda kamrarna av USA:s kongress, först i representanthuset 1897-1898 och sedan i senaten 1898-1901. Han ledde år 1908 en mobb som tog livet av en brottsmisstänkt svart man, Nelse Patton, i Oxford, Mississippi.

## Jurist och politiker
Sullivan inledde 1872 sina universitetsstudier vid University of Mississippi. Efter studierna där fortsatte han sedan med juridikstudier vid Vanderbilt University.
Juridiska fakulteten vid Vanderbilt inledde sin verksamhet höstterminen 1874. Av de första sju studenterna var Sullivan den första att avlägga sin juristexamen redan i slutet av det första läsåret. Han hade fullföljt den tvååriga juristutbildningen på ett år. Sullivan fick sin examen den 27 maj 1875. Han var inte den allra första att bli färdig från Vanderbilt University, eftersom de första studenterna från universitetets medicinska fakultet hade fått sina examina tre månader tidigare.
Sullivan blev en av de mest framgångsrika juristerna i Lafayette County, Mississippi. Efter hustrun Belles död 1895 fick hon ett av de mest framträdande gravmonumenten i Oxford. Sullivan blev invald i representanthuset i kongressvalet 1896 och blev senare utnämnd till senaten. Han valdes sedan att stanna kvar i senaten fram till år 1901.

## Ledare av lynchmobben
Mississippi hade det största antalet lynchningar av alla delstater och Sullivan var en offentlig figur som påverkade denna dystra statistik. Sullivan skröt år 1908 om att han hade lett lynchmobben som tog livet av Nelse Patton: "I led the mob which lynched Nelse Patton and I am proud of it. I directed every movement of the mob and I did everything I could see to that he was lynched." ("Jag ledde mobben som lynchade Nelse Patton och jag är stolt över det. Jag styrde mobbens varje rörelse och jag gjorde allt jag kunde för att se till att han blev lynchad.")
Sheriffen som hade anhållit Nelse Patton hade stängt in honom i en cell och gömt nyckeln för att förhindra lynchningen. Han vägrade dessutom att berätta i vilken cell Patton befann sig. Mobben, som leddes av Sullivan, fick hålla på i flera timmar med hammare, huggmejslar, sågar och tunga timmerstockar för att bryta sig in. Till sist sköt de Patton flera gånger och hängde honom. Den tioåriga pojken William Falkner, senare William Faulkner, bodde i närheten och den omtalade lynchningen måste, åtminstone enligt Joel Williamson i boken William Faulkner and Southern History, ha lämnat ett tungt intryck i den blivande författaren.
Den lynchade Nelse Patton hade varit en av juristen William V. Sullivans klienter då han ett par år tidigare hade varit anklagad för att ha illegalt sålt sprit. Det fanns en specifik lag mot att sälja alkoholdrycker i området kring University of Mississippi. Med toppjuristen Sullivans hjälp hade Patton klarat sig med ett 90 dagar långt fängelsestraff och böter. Orsaken till lynchningen år 1908 var att Patton misstänktes för att ha mördat en vit kvinna. Sullivan rättfärdigade sitt handlande med kombinationen av offrets och Pattons ras och kön: "Cut a white woman's throat and a Negro? Of course I wanted him lynched."

## Familj
Dottern Ellen Sullivan Woodward fortsatte i faderns fotspår som politiker. Hon blev 1925 invald i delstatens lagstiftande församling och fortsatte sedan sin karriär i flera olika poster inom delstatspolitiken i Mississippi. Hon profilerade sig i jämlikhetsdebatten och konsekvent krävde att kvinnor ska få lika lön för lika arbete. Hon var den enda av Sullivans fem barn att välja politikeryrket.
Sonen Murray Sullivan (1881-1941) arbetade under första världskriget i Peking för American International Corporation. Han fick representera ententens sibiriska kommission och var deras inköpare (general purchasing agent) i norra Kina. Han var sedan verksam som ingenjör i Utah fram till 1930-talet.